# 王治卿
王治卿（1962年3月—），河南原阳人，教授级高级工程师，现任上海石油化工股份公司董事长、总经理、党委副书记。

## 生平
1983年毕业于华东石油学院炼油工程专业。畢業當年参加工作，历任洛阳石油化工总厂化纤厂筹建组副组长，洛阳石油化工总厂副总工程师兼化纤厂筹建组负责人、副总工程师兼化纤厂厂长等职。